# Juan Pablo Sorín
Juan Pablo Sorín  (Buenos Aires, 5 de mayo de 1976) es un exfutbolista, periodista y escritor argentino. Se desempeñaba habitualmente como lateral por el sector izquierdo y segundo zaguero central aunque también jugó de centrocampista como volante por la izquierda o doble volante central. Actualmente se desempeña como comentarista de fútbol y conductor de televisión en medios de Argentina y Brasil.
Producto de la extensa cantera de Argentinos Juniors, debuta en el primer equipo en septiembre de 1994,tras grandes actuaciones pasa rápidamente a la Juventus de Italia en 1995, integrando la plantilla del equipo campeón de Europa de 1996. A comienzos de 1996 volvió al fútbol argentino de préstamo a River Plate, equipo al que un año después sería traspasado. En el cuadro millonario es considerado un ídolo y jugador histórico, siendo campeón de la Copa Libertadores (1996), de la Supercopa Sudamericana (1997) y cuatro torneos locales, de las cuales tres serían de forma consecutivas, siendo éste el último tricampeonato hasta la fecha en el fútbol argentino. En enero del 2000 recaló al Cruzeiro de Brasil, donde es considerado un máximo ídolo y uno de los mejores extranjeros de la historia del cuadro de Belo Horizonte y del fútbol brasileño contemporáneo. En el Raposa fue campeón de una Copa de Brasil (2000) a nivel nacional y de dos Copa Sul-Minas (2001 y 2002) a nivel estadual. A mediados de 2002 volvió al fútbol europeo, teniendo pasos cortos por Lazio y Barcelona. En septiembre de 2003 fue cedido al París Saint-Germain, con el cual resultó campeón de la Copa de Francia y subcampeón de la Ligue 1, llegando a ser muy querido por la afición parisina. En noviembre de 2004, después de un breve retorno al Cruzeiro, fue traspasado al Villarreal de España. Como parte del submarino amarillo fue titular en el histórico equipo que alcanzó un tercer puesto en la Liga en 2005 y llegó a semifinales de la Copa de Campeones de la UEFA en 2006. En agosto de 2008, después de haber jugado en la Bundesliga con el Hamburgo, Sorín vuelve al Cruzeiro, con el cual consigue el Campeonato Mineiro de 2009. El 28 de julio de 2009 anunció su retiro fútbol profesional a los 33 años de edad después de haber disputado pocos partidos producto de las lesiones.
A nivel seleccionado ha sido descrito como un ídolo, referente y se lo considera uno de los mejores lateral izquierdo de la historia de la selección argentina. Con la mayor disputó dos ediciones de la Copa Mundial de Fútbol (2002 y 2006, siendo también capitán del equipo en la última) y fue subcampeón de la Copa América 2004 y la Copa FIFA Confederaciones 2005. Con las selecciones juveniles en el año 1995 fue capitán del equipo campeón de la Copa Mundial de Fútbol Sub-20 y consiguió medalla de oro en los Juegos Panamericanos.
A nivel individual fue elegido integrante del Equipo Ideal de América en tres oportunidades (1996 en River Plate y 2000 y 2001 en Cruzeiro) y en el 2000 fue premiado con la Bola de Prata al mejor lateral izquierdo del fútbol brasileño. En el año 2021 la Federación Internacional de Historia y Estadística de Fútbol incluyó a Sorín en el tercer equipo ideal de la historia de la selección argentina.

## Trayectoria
Producto genuino de las categorías formativas de Argentinos Juniors, en donde debutó como profesional en un empate sin goles ante San Lorenzo de Almagro el 9 de septiembre de 1994. Disputó 21 partidos y convirtió un tanto en el club de La Paternal. Al año siguiente fue transferido a la Juventus de la Serie A de Italia, en donde casi no tuvo oportunidades para jugar, disputando apenas cuatro encuentros.
En 1996 es cedido al Club Atlético River Plate, donde fue titular indiscutido. Allí ganó tres Torneos Apertura (1996, 1997 y 1999), un Clausura (1997), una Copa Libertadores de América en 1996 y una Supercopa Sudamericana en 1997.
En 2000 fichó por Cruzeiro de la Serie A de Brasil. Con este equipo jugó tres temporadas, ganando una Copa de Brasil (2000), dos Copas Sul-Minas (2001 y 2002) y un Supercampeonato Mineiro (2002).
Tras una temporada y media en la Lazio, fue adquirido por el Fútbol Club Barcelona en el mercado de invierno. Con este equipo debuta en la Primera división española el 9 de febrero de 2003 en el empate por 2 a 2 contra el Athletic Club.
En el verano de 2003 se marcha cedido al París Saint-Germain, con el que gana una Copa de Francia y donde fue elegido jugador más valioso de la temporada, luego de ganar en varias ocasiones el premio de Mejor Jugador del Mes. Sorin guarda una marca única en la historia del club francés: nunca perdió con la camiseta del PSG en las 30 ocasiones que jugó por lo que es llamado hasta la actualidad como "porte-bonheur" o portador de suerte en español. En 2004 retornó a Cruzeiro, para después fichar por el Villarreal donde cumplió un papel fundamental para la clasificación por primera vez en la historia del club, a la UEFA Champions League. En esa misma temporada, junto a figuras internacionales como Riquelme o Forlán, consiguieron alcanzar las semifinales, siendo eliminados por el Arsenal de Inglaterra. En el 2006 es contratado por el Hamburgo SV de Alemania, en donde tuvo un buen comienzo, pero sufrió una importante lesión de rodilla. En 2008 volvió otra vez a Brasil y al Cruzeiro, ganando un Campeonato Mineiro en 2009, que sería su último título.
Como jugador siempre se destacó por su estilo técnico, su entrega física y principalmente por su fidelidad a las camisetas de los equipos a los que representó. Fue elegido líder por técnicos y aficionados y respetado por los adversarios. Con una sólida carrera conquistó, junto con el éxito, una credibilidad pública que avala sus acciones en otros ámbitos más allá del fútbol, garantizando una repercusión siempre positiva en cualquier lugar del mundo.

## Selección nacional
Ganó la Copa Mundial de Fútbol Sub-20 de 1995 y los Juegos Panamericanos del mismo año. Además jugó los Mundiales de 2002 y 2006 y las Copas América de 1999 y la 2004, en la que fue subcampeón. Su último partido con la selección fue contra Alemania en la Copa del Mundo 2006. A pesar de haberse afianzado con su selección, increíblemente después del mundial no volvió a ser convocado.
Ha sido internacional con la Selección absoluta en 72 ocasiones, marcando 11 goles. Su debut como internacional se produjo el 14 de febrero de 1995 en el partido Argentina 4:1 Bulgaria. Participó en la Copa Mundial de Fútbol de Corea y Japón de 2002, jugando como titular los tres partidos que su selección disputó en ese Mundial. En la Copa Mundial de Fútbol de 2006 disputó cuatro partidos, siendo en todos ellos capitán del equipo.

### Participaciones en Torneos internacionales
| Torneo                           | Sede                  | Resultado        | Partidos | Part. titular | Goles |
| -------------------------------- | --------------------- | ---------------- | -------- | ------------- | ----- |
| Sudamericano Sub-20 de 1995      | Bolivia               | Subcampeón       | 6        | 6             | 0     |
| Juegos Panamericanos de 1995     | Mar del Plata         | Medalla de oro   | 1        | 1             | 0     |
| Copa Mundial Sub-20 de 1995      | Catar                 | Campeón          | 6        | 6             | 0     |
| Preolímpico Sudamericano de 1996 | Argentina             | Subcampeón       | 5        | 5             | 0     |
| Copa América 1999                | Paraguay              | Cuartos de final | 4        | 4             | 1     |
| Copa Mundial de 2002             | Corea del Sur y Japón | Fase de grupos   | 3        | 3             | 0     |
| Copa América 2004                | Perú                  | Subcampeón       | 5        | 5             | 1     |
| Copa FIFA Confederaciones 2005   | Alemania              | Subcampeón       | 5        | 5             | 0     |
| Copa Mundial de 2006             | Alemania              | Cuartos de final | 4        | 4             | 0     |

### Participaciones en Eliminatorias del Mundial
| Mundial                      | Resultado   | Posición | Partidos | Part. titular | Goles |
| ---------------------------- | ----------- | -------- | -------- | ------------- | ----- |
| Eliminatoria Mundial de 1998 | Clasificado | 1.º      | 4        | 3             | 1     |
| Eliminatoria Mundial de 2002 | Clasificado | 1.º      | 14       | 10            | 2     |
| Eliminatoria Mundial de 2006 | Clasificado | 2.º      | 13       | 11            | 2     |

### Goles
| 1.  | 9 de octubre de 1996    | Polideportivo de Pueblo Nuevo, San Cristóbal, Venezuela    | Venezuela | 2–1 | 5–2 | Clasificación Copa Mundial 1998 |
| 2.  | 10 de febrero de 1999   | Los Angeles Memorial Coliseum, Los Ángeles, Estados Unidos | México    | 1–0 | 1–0 | Amistoso                        |
| 3.  | 11 de julio de 1999     | Estadio Antonio Oddone Sarubbi, Ciudad del Este, Paraguay  | Brasil    | 1–0 | 1–2 | Copa América 1999               |
| 4.  | 28 de marzo de 2001     | Estadio Antonio V. Liberti, Buenos Aires, Argentina        | Venezuela | 2–0 | 5–0 | Clasificación Copa Mundial 2002 |
| 5.  | 25 de abril de 2001     | Estadio Hernando Siles, La Paz, Bolivia                    | Bolivia   | 3–3 | 3–3 | Clasificación Copa Mundial 2002 |
| 6.  | 17 de abril de 2002     | Gottlieb-Daimler-Stadion, Stuttgart, Alemania              | Alemania  | 1–0 | 1–0 | Amistosos                       |
| 7.  | 20 de noviembre de 2002 | Estadio Saitama 2002, Saitama, Japón                       | Japón     | 1–0 | 2–0 | Amistosos                       |
| 8.  | 2 de junio de 2004      | Estadio Mineirão, Belo Horizonte, Brasil                   | Brasil    | 1–2 | 1–3 | Clasificación Copa Mundial 2006 |
| 9.  | 20 de julio de 2004     | Estadio Nacional del Perú, Lima, Perú                      | Colombia  | 3–0 | 3–0 | Copa América 2004               |
| 10. | 4 de septiembre de 2004 | Estadio Monumental, Lima, Perú                             | Perú      | 3–1 | 3–1 | Clasificación Copa Mundial 2006 |
| 11. | 30 de mayo de 2006      | Estadio Arechi, Salerno, Italia                            | Angola    | 2–0 | 2–0 | Amistoso                        |

## Retiro
El 28 de julio de 2009 anunció su retirada debido a la seguidilla de lesiones y a los problemas físicos que lo venían acompañando durante los últimos años de su carrera futbolística. El lateral, a los 33 años, anunció que la suya "fue una carrera feliz. Fueron 15 años llenos de títulos, alegrías y emociones. Tuve el orgullo de ser campeón mundial sub 20 con Argentina, jugar 2 Copas del Mundo y llevar la cinta de capitán de la selección. Pude jugar y disfrutar de las mejores Ligas del Mundo, pero llegó el momento de parar".
Su despedida fue organizada por Sol Cáceres, junto al marketing del Cruzeiro en 4 de noviembre de 2009. Fue una fiesta fantástica y solidaria donde se recaudaron 90 toneladas de alimentos que fueron donados para asociaciones, guarderías e instituciones carentes. El cronograma consistió primero en un partido-picado entre famosos jugadores, exjugadores internacionales y artistas (entre ellos Sócrates, Rai, Rincón, Goycoechea). Luego la Banda Skank dio un Show en vivo por primera vez en el Mineirão. Y finalmente, luego de recibir muchas premiaciones como por ejemplo: una plaqueta gigante de la AFA en reconocimiento al brillante paso de Sorin por las Selecciones nacionales; y homenajes como una camiseta de Argentinos Juniors del '85 original de manos de su capitán Adrián Domenech, y después de colocar sus pies en la Calzada de la Fama del Mineirão, se realizó un partido amistoso realizado entre Cruzeiro (su último equipo) y Argentinos Juniors (el de su debut) en el Estadio Mineirão. Jugó para Cruzeiro durante el primer tiempo, y parte del segundo tiempo para Argentinos, para finalizar el partido con el club brasileño, que ganó 2-1. Entre lágrimas Sorín dio su última vuelta olímpica envuelto en la camiseta argentina en cuanto los sesenta mil hinchas aplaudían a su ídolo por última vez.

## Personal
En 2005, Sorín escribió un libro, Grandes Chicos, para recaudar fondos con el objetivo de construir dos escuelas en la provincia de Santiago del Estero, en su país junto a su esposa Sol Cáceres.
En 2009 nació, en Belo Horizonte, su hija Elisabetta.
Es judío.

## Estadísticas

### En clubes
| Club | Div                 | Temporada           | Liga  | Liga  | Liga   | Estatal(1) | Estatal(1) | Estatal(1) | Copas nacionales(2) | Copas nacionales(2) | Copas nacionales(2) | Torneos internacionales(3) | Torneos internacionales(3) | Torneos internacionales(3) | Total | Total | Total  | Media goleadora(4) |
| Club | Div                 | Temporada           | Part. | Goles | Asist. | Part.      | Goles      | Asist.     | Part.               | Goles               | Asist.              | Part.                      | Goles                      | Asist.                     | Part. | Goles | Asist. | Media goleadora(4) |
| --- | ------------------- | ------------------- | ----- | ----- | ------ | ---------- | ---------- | ---------- | ------------------- | ------------------- | ------------------- | -------------------------- | -------------------------- | -------------------------- | ----- | ----- | ------ | ------------------ |
| Argentinos Juniors Argentina | 1.ª                 | 1994-95             | 20    | 1     | ?      | —          | —          | —          | —                   | —                   | —                   | 1                          | 0                          | 0                          | 21    | 1     | ?      | 0.05               |
| Juventus de Turín · Italia | 1.ª                 | 1995                | 2     | 0     | 0      | —          | —          | —          | 2                   | 0                   | 0                   | 1                          | 0                          | 0                          | 5     | 0     | 0      | 0,00               |
| River Plate Argentina |                     |                     |       |       |        |            |            |            |                     |                     |                     |                            |                            |                            |       |       |        |                    |
| 1.ª | 1996                | —                   | —     | —     | —      | —          | —          | —          | —                   | —                   | 13                  | 1                          | 1                          | 13                         | 1     | 1     | 0.08   |                    |
| 1.ª | 1996-97             | 32                  | 5     | 2     | —      | —          | —          | —          | —                   | —                   | 5                   | 0                          | 0                          | 37                         | 5     | 2     | 0.14   |                    |
| 1.ª | 1997-98             | 21                  | 4     | 3     | —      | —          | —          | —          | —                   | —                   | 18                  | 2                          | 1                          | 39                         | 6     | 4     | 0.15   |                    |
| 1.ª | 1998-99             | 18                  | 1     | 3     | —      | —          | —          | —          | —                   | —                   | 17                  | 2                          | 3                          | 35                         | 3     | 6     | 0.09   |                    |
| 1.ª | 1999                | 7                   | 1     | 1     | —      | —          | —          | —          | —                   | —                   | —                   | —                          | —                          | 7                          | 1     | 1     | 0.14   |                    |
| Total club | Total club          | 78                  | 11    | 9     | 0      | 0          | 0          | 0          | 0                   | 0                   | 53                  | 5                          | 5                          | 131                        | 16    | 14    | 0.12   |                    |
| Cruzeiro EC · Brasil | 1.ª                 | 2000                | 20    | 6     | ?      | 10         | 0          | +1         | 10                  | 0                   | ?                   | 8                          | 1                          | 0                          | 48    | 7     | +1     | 0.15               |
| Cruzeiro EC · Brasil | 1.ª                 | 2001                | 15    | 0     | +2     | 12         | 2          | ?          | 3                   | 1                   | 0                   | 10                         | 2                          | ?                          | 40    | 5     | +2     | 0.13               |
| Cruzeiro EC · Brasil | 1.ª                 | 2002                | —     | —     | —      | 13         | 3          | 2          | 5                   | 2                   | ?                   | —                          | —                          | —                          | 18    | 5     | +2     | 0.28               |
| SS Lazio · Italia | 1.ª                 | 2002-03             | 6     | 0     | 0      | —          | —          | —          | 1                   | 0                   | 0                   | 4                          | 0                          | 0                          | 11    | 0     | 0      | 0,00               |
| FC Barcelona · España | 1.ª                 | 2003                | 15    | 1     | 0      | —          | —          | —          | —                   | —                   | —                   | —                          | —                          | —                          | 15    | 1     | 0      | 0.07               |
| París Saint-Germain Francia | 1.ª                 | 2003-04             | 21    | 1     | 3      | —          | —          | —          | 5                   | 1                   | 3                   | —                          | —                          | —                          | 26    | 2     | 6      | 0.08               |
| Cruzeiro EC · Brasil | 1.ª                 | 2004                | 6     | 0     | ?      | —          | —          | —          | —                   | —                   | —                   | 3                          | 1                          | ?                          | 9     | 1     | ?      | 0.11               |
| Villarreal CF · España |                     |                     |       |       |        |            |            |            |                     |                     |                     |                            |                            |                            |       |       |        |                    |
| 1.ª | 2004-05             | 21                  | 4     | 1     | —      | —          | —          | —          | —                   | —                   | 6                   | 0                          | 0                          | 27                         | 4     | 1     | 0.15   |                    |
| 1.ª | 2005-06             | 20                  | 3     | 3     | —      | —          | —          | —          | —                   | —                   | 13                  | 1                          | 3                          | 33                         | 4     | 6     | 0.12   |                    |
| Total club | Total club          | 41                  | 7     | 4     | 0      | 0          | 0          | 0          | 0                   | 0                   | 19                  | 1                          | 3                          | 60                         | 8     | 7     | 0.13   |                    |
| Hamburgo SV · Alemania |                     |                     |       |       |        |            |            |            |                     |                     |                     |                            |                            |                            |       |       |        |                    |
| 1.ª | 2006-07             | 19                  | 4     | 4     | —      | —          | —          | —          | —                   | —                   | 3                   | 0                          | 0                          | 22                         | 4     | 4     | 0.18   |                    |
| 1.ª | 2007-08             | 5                   | 0     | 0     | —      | —          | —          | —          | —                   | —                   | —                   | —                          | —                          | 5                          | 0     | 0     | 0,00   |                    |
| Total club | Total club          | 24                  | 4     | 4     | 0      | 0          | 0          | 0          | 0                   | 0                   | 3                   | 0                          | 0                          | 27                         | 4     | 4     | 0.15   |                    |
| Cruzeiro EC · Brasil | 1.ª                 | 2008                | —     | —     | —      | —          | —          | —          | —                   | —                   | —                   | —                          | —                          | —                          | 0     | 0     | 0      | 0,00               |
| Cruzeiro EC · Brasil | 1.ª                 | 2009                | 1     | 0     | 0      | 4          | 0          | 0          | —                   | —                   | —                   | 1                          | 0                          | 0                          | 6     | 0     | 0      | 0,00               |
| Cruzeiro EC · Brasil | Total club          | Total club          | 42    | 6     | +2     | 39         | 5          | +1         | 18                  | 3                   | ?                   | 22                         | 4                          | ?                          | 121   | 18    | 25     | 0.15               |
| Total en su carrera | Total en su carrera | Total en su carrera | 249   | 31    | +22    | 39         | 5          | +3         | 26                  | 4                   | +3                  | 103                        | 10                         | +8                         | 417   | 50    | +56    | 0.12               |
| (1) Incluye datos de Copa Sul-Minas (2000-02) y Campeonato Mineiro (2000-09). (2) Incluye datos de Copa de Italia (1995-03); Copa de Brasil (2000-02); Copa de Campeones de Brasil (2001) y Copa de Francia (2003-04). (3) Incluye datos de Supercopa Sudamericana (1995-97); Liga de Campeones de la UEFA (1995-07); Copa Libertadores de América (1996-09); Liga de Campeones de la UEFA (1999-07); Copa Intercontinental (1996); Recopa Sudamericana (1997); Copa Mercosur (1998-01); Copa de la UEFA (2002-05) y Copa Sudamericana (2004). (4) Media de goles por encuentro. No incluye goles en partidos amistosos. |                     |                     |       |       |        |            |            |            |                     |                     |                     |                            |                            |                            |       |       |        |                    |

### Selecciones
| Selección | Año           | Amistosos | Amistosos | Amistosos | Sudamérica(1) | Sudamérica(1) | Sudamérica(1) | Mundial(2) | Mundial(2) | Mundial(2) | Total | Total | Total  | Media goleadora |
| Selección | Año           | Part.     | Goles     | Asist.    | Part.         | Goles         | Asist.        | Part.      | Goles      | Asist.     | Part. | Goles | Asist. | Media goleadora |
| --- | ------------- | --------- | --------- | --------- | ------------- | ------------- | ------------- | ---------- | ---------- | ---------- | ----- | ----- | ------ | --------------- |
| Sub-20 Argentina | 1995          | —         | —         | —         | 6             | 0             | ?             | 6          | 0          | 0          | 12    | 0     | ?      | 0,00            |
| Sub-22 Argentina | 1995          | —         | —         | —         | 1             | 0             | 0             | —          | —          | —          | 1     | 0     | 0      | 0,00            |
| Sub-23 Argentina | 1996          | —         | —         | —         | 5             | 0             | ?             | —          | —          | —          | 5     | 0     | ?      | 0,00            |
| Absoluta Argentina | 1995          | 3         | 0         | 0         | —             | —             | —             | —          | —          | —          | 3     | 0     | 0      | 0,00            |
| Absoluta Argentina | 1996          | —         | —         | —         | 2             | 1             | 0             | —          | —          | —          | 2     | 1     | 0      | 0,50            |
| Absoluta Argentina | 1997          | —         | —         | —         | 2             | 0             | 0             | —          | —          | —          | 2     | 0     | 0      | 0,00            |
| Absoluta Argentina | 1998          | —         | —         | —         | —             | —             | —             | —          | —          | —          | 0     | 0     | 0      | 0,00            |
| Absoluta Argentina | 1999          | 6         | 1         | 0         | 4             | 1             | 0             | —          | —          | —          | 10    | 2     | 0      | 0.20            |
| Absoluta Argentina | 2000          | —         | —         | —         | 7             | 0             | 0             | —          | —          | —          | 7     | 0     | 0      | 0,00            |
| Absoluta Argentina | 2001          | 1         | 0         | 0         | 7             | 2             | 2             | —          | —          | —          | 8     | 2     | 2      | 0.25            |
| Absoluta Argentina | 2002          | 4         | 2         | 0         | —             | —             | —             | 3          | 0          | 0          | 7     | 2     | 0      | 0.29            |
| Absoluta Argentina | 2003          | 2         | 0         | 0         | 1             | 0             | 0             | —          | —          | —          | 3     | 0     | 0      | 0,00            |
| Absoluta Argentina | 2004          | 2         | 0         | 0         | 12            | 3             | 4             | —          | —          | —          | 14    | 3     | 4      | 0.21            |
| Absoluta Argentina | 2005          | 4         | 0         | 2         | 5             | 0             | 0             | 5          | 0          | 1          | 14    | 0     | 3      | 0,00            |
| Absoluta Argentina | 2006          | 1         | 1         | 1         | —             | —             | —             | 4          | 0          | 1          | 5     | 1     | 2      | 0.20            |
| Absoluta Argentina | Total         | 23        | 4         | 3         | 40            | 7             | 6             | 12         | 0          | 2          | 75    | 11    | 11     | 0.15            |
| Total carrera | Total carrera | 23        | 4         | 3         | 52            | 7             | +6            | 18         | 0          | 2          | 93    | 11    | +11    | 0.12            |
| (1) Incluye los partidos de la Eurocopa Sub-16 (1992-93); Eurocopa Sub-18 (1996-97); Eurocopa Sub-21 (1998-99); Eurocopa / Clasificatorias Europeas (1998-09). (2) Incluye los partidos de Copa FIFA Confederaciones (2003). |               |           |           |           |               |               |               |            |            |            |       |       |        |                 |

### Resumen estadístico
| Competición             | Partidos | Goles | Media goleadora |
| ----------------------- | -------- | ----- | --------------- |
| Primera División        | 249      | 31    | 0.12            |
| Campeonatos Regionales  | 39       | 5     | 0.13            |
| Copas nacionales        | 26       | 4     | 0.15            |
| Torneos internacionales | 103      | 10    | 0.10            |
| Selección Sub-20        | 12       | 0     | 0,00            |
| Selección Sub-22        | 1        | 0     | 0,00            |
| Selección Sub-23        | 5        | 0     | 0,00            |
| Selección Absoluta      | 75       | 11    | 0,15            |
| Total                   | 510      | 61    | 0.12            |

## Palmarés

### Campeonatos estatales
| Título             | Equipo      | Estado         | Año  |
| ------------------ | ----------- | -------------- | ---- |
| Copa Sul Minas     | Cruzeiro EC | Belo Horizonte | 2001 |
| Copa Sul Minas     | Cruzeiro EC | Belo Horizonte | 2002 |
| Campeonato Mineiro | Cruzeiro EC | Belo Horizonte | 2009 |

### Campeonatos nacionales
| Título           | Equipo              | País      | Año     |
| ---------------- | ------------------- | --------- | ------- |
| Primera División | CA River Plate      | Argentina | A-1996  |
| Primera División | CA River Plate      | Argentina | C-1997  |
| Primera División | CA River Plate      | Argentina | A-1997  |
| Primera División | CA River Plate      | Argentina | A-1999  |
| Copa de Brasil   | Cruzeiro EC         | Brasil    | 2000    |
| Copa de Francia  | París Saint-Germain | Francia   | 2003/04 |

### Campeonatos internacionales
| Título                       | Equipo            | Sede          | Año     |
| ---------------------------- | ----------------- | ------------- | ------- |
| Juegos Panamericanos         | Argentina sub-22  | Mar del Plata | 1995    |
| Copa Mundial Sub-20          | Argentina sub-20  | Rayán         | 1995    |
| Liga de Campeones de la UEFA | Juventus de Turín | Roma          | 1995/96 |
| Copa Libertadores de América | CA River Plate    | Buenos Aires  | 1996    |
| Supercopa Sudamericana       | CA River Plate    | Buenos Aires  | 1997    |
| Copa Intertoto de la UEFA    | Hamburgo SV       | Hamburgo      | 2007    |

### Distinciones individuales
| Distinción                                                                        | Año  |
| --------------------------------------------------------------------------------- | ---- |
| Equipo ideal del Sudamericano Sub-20                                              | 1995 |
| Miembro del Equipo Ideal de América                                               | 1996 |
| 8° puesto en Premio Rey de América                                                | 1996 |
| Miembro del Equipo Ideal de América                                               | 1999 |
| 15° puesto en Premio Rey de América                                               | 1999 |
| Bola de Prata                                                                     | 2000 |
| Miembro del Equipo Ideal de América                                               | 2000 |
| 7° puesto en Premio Rey de América                                                | 2000 |
| Miembro del Equipo Ideal de América                                               | 2001 |
| 5° puesto en Premio Rey de América                                                | 2001 |
| Mejor jugador del Mes de Abril Ligue 1 2003-04                                    | 2004 |
| Miembro del 3° equipo ideal de la historia de la selección argentina según IFFHS. | 2021 |